# Liñola
 Liñola (oficialmente y en catalán Linyola) es un municipio español de la provincia de Lérida, situado en la comarca de Plana de Urgel, situado al norte de ésta y en el límite con la de la Noguera y Urgel.

## Historia
Liñola se encuentra emplazada sobre una elevación desde donde se domina parte de la Plana de Urgel. Probablemente el lugar ya fue habitado por los ilergetes y posteriormente por los romanos, los cuales le pusieron el nombre de Liniola por el cultivo de lino, pero la villa cogió un verdadero relieve cuando el gobernador de Lérida, Ismail Ibn Musa, el año 882 inició la reconstrucción y fortificación de diferentes pueblos, entre ellos Liñola, que se convirtió en la capital de la comarca denominada Mascansá. 
Durante el siglo XI, con el adelantamiento de las tropas cristianas, entre los años 1076-79, Liñola fue conquistada por el conde de Urgel Ermengol IV. A partir de aquel momento y durante 30 años, Liñola se convirtió en un baluarte de los cristianos hasta la caída de Balaguer, el año 1105. 
En los siglos XII y XIII el condado de Urgel fue motivo de guerras internas. Probablemente la más conocida fue la que inició la condesa Aurembiaix por recuperar el condado, ayudada por Jaime I, que conquistó Liñola el mes de agosto de 1228 y la incorporó al condado de Barcelona. Acabada esta campaña, Jaume I concedía, el día 1 de noviembre de 1228, el permiso de hacer mercado los miércoles de cada semana y el privilegio a sus habitantes de ser francos de impuestos a todos los pueblos de la Corona de Aragón. Este privilegio sería confirmado por diferentes reyes, el último, Fernando el Católico, el 28 de agosto de 1506. El año 1279, Pedro el Grande devolvía Liñola al condado de Urgel.
En el siglo XIV, Liñola prospera muy rápidamente, junto con todo el condado, pero la no aceptación del compromiso de Caspe por parte del último conde de Urgel, Jaime II de Urgel, hace que este se revele contra Fernando I de Antequera, cosa que comporta la caída y fin del condado (1413). El rey dio Liñola como botín de guerra al noble Gerardo Alemán de Cervellón. Los herederos de este vendieron la villa a los Cardona de Bellpuig. Con los Cardona, sus descendentes fueron denominados popularmente duques de Sessa y se crea la Baronía de Liñola, que hará que sus alcaldes tengan jurisdicción sobre los términos de Liñola, Ballestar, Almassó y la Cendrosa. Liñola estuvo bajo la jurisdicción de sus barones hasta mediados del siglo XIX. Continúa existiendo la baronía de Liñola en el linaje de los Casanova.
Se cree que la construcción de la iglesia parroquial fue a inicios del siglo XV. Es de estilo gótico, con algunos elementos románicos. El campanario fue construido por el famoso arquitecto Bartomeu Roig a finales del siglo XVI. 
Desde mediados del siglo XVII hasta la mitad del siglo XVIII, Liñola sufrirá diferentes plagas, enfermedades y guerras que no la dejarán crecer ni rehacer; así tenemos la guerra de los Segadores, de 1640 a 1653, con la terrible peste de 1652, la plaga del saltamontes que duró del 1687 a 1689, la guerra de sucesión española, de 1705 a 1714, y las sequías de los años 1719-20 y la más famosa, de 1747 a 1754, que obligó parte de los urgellencs a abandonar su comarca. A partir de esta época empieza a aumentar el cultivo de cereales en la mayor parte del término y la villa empieza a mejorar económicamente. Esto se estropeará al inicio del siglo XIX, nuevamente por las guerras, primero por la guerra de la Independencia Española, 1808-14, y después por la primera guerra carlista, 1833-40 .
A mediados del siglo XIX la burguesía catalana decide hacer realidad el sueño de generaciones de urgellencs, con la construcción del Canal de Urgel, que el año 1862 empieza a regar tierras urgellesas y que el año 1864 regaba ya el término de Liñola. A partir de este momento la villa incrementa el número de habitantes y se llega a cultivar ya todo el término. Finalmente, la villa ya no puede vivir dentro de las murallas, por lo tanto las derrocan, y también los portales: el del camino de Lérida, situado en la calle Mayor, el del camino de Bellpuig, situado en la calle Ramón y Cajal y el Portal del camino del Castillo, que sitúa en la plaza de la iglesia, en el año 1883.
A partir de aquel momento, siguiendo diferentes planes urbanísticos, la villa no dejará de ensancharse y rompe el aislamiento construyendo la carretera de Liñola hasta la estación de Mollerusa que se terminó el año 1890. Las escuelas municipales son de 1899, la portada de las aguas de 1899, la instalación de la luz eléctrica de 1900, la compra del actual Ayuntamiento a la familia Galcerán de 1902. En 1915 se termina la carretera que une la villa con Bellcaire; en 1916 se forma el sindicato Agrícola y la Caja Rural y la población supera los 2000 habitantes. Pero todo este crecimiento se ve parado con la Guerra Civil, de 1936 a 1939, y con una dura posguerra. 
A partir de la mitad de los años 50, se empieza a urbanizar el pueblo, cosa que ya no dejarán de hacer todos los consistorios, que le han ido dotando de diferentes equipamientos y servicios. Así Liñola se ha convertido a las postrimerías del siglo XX, en una villa moderna.

## Geografía humana

### Demografía
Cuenta con una población de 2749 habitantes (INE 2024).
| Gráfica de evolución demográfica de Liñola entre 1842 y 2021 |
| |
| Población de derecho según los censos de población del INE. Población de hecho según los censos de población del INE.En estos censos se denominaba Liñola: 1842, 1857, 1860, 1877, 1887, 1897, 1900, 1910, 1920, 1930, 1940, 1950, 1960, 1970 y 1981. |

| 1497 | 1515 | 1553 | 1717 | 1787 | 1857 | 1877 | 1887 | 1900 |
| ---- | ---- | ---- | ---- | ---- | ---- | ---- | ---- | ---- |
| 86   | 85   | 105  | 164  | 524  | 980  | 826  | 1130 | 1439 |

| 1910 | 1920 | 1930 | 1940 | 1950 | 1960 | 1970 | 1981 | 1990 |
| ---- | ---- | ---- | ---- | ---- | ---- | ---- | ---- | ---- |
| 1760 | 1973 | 2051 | 1924 | 2099 | 2166 | 2332 | 2262 | 2422 |

| 1992 | 1994 | 1996 | 1998 | 2000 | 2002 | 2004 | 2006 | — |
| ---- | ---- | ---- | ---- | ---- | ---- | ---- | ---- | - |
| 2359 | 2379 | 2385 | 2391 | 2401 | 2438 | 2529 | 2583 | — |

## Lugares de interés
- La Iglesia
- La Casa de la Vila
- Los Silos "Sitjes"
- La Font Vella
- Hotel Cal Rotés (siglo XVIII)
- El Museo del Payés, de Antoni Mas Vilaplana
- El Museo del Payés de Cal Valent de Josep M. Martí Solé
- El taller de pintura y las exposiciones de Paco Mayoral
- El taller de pintura y exposiciones del retratista Robert Pérez
- El museo de madera tallada del escultor Pere Ramón Pedrós
- La colección de vinos de Josep Puigpinós Pedrós
- Las crónicas de la población recopiladas por Joan Civit Esmatges

## Festividades
- Fiesta Mayor de agosto. Del 14 al 18 de agosto.
- Fiesta Mayor de mayo. 19,20,21 y 22 de mayo.
- Fiesta de Santa Águeda. 7 de febrero.
- Carnaval.
- Mercado de San Antonio. 17 y 18 de enero.
- Belén viviente. del 26 de diciembre al 4 de enero.

## Celebridades
- Bojan Krkić. Exjugador  del Fútbol Club Barcelona
- Josep Maria Fusté. Exjugador del Futbol Club Barcelona